# تشارلز باس
تشارلز كاسيدي باس (1875-1975) هو طبيب وباحث في الطب الاستوائي قدم مساهمات كبيرة لفهم الملاريا والديدان الشصية وغيرها من الأمراض. درس باس في وقت لاحق العلاقة بين صحة الأسنان والرفاه العام. قدّم باس «تقنية باس لفرشاة الأسنان» وطور وسائل محسنة لاستخدام خيوط أسنان، والتي يشير البعض بسببها إلى باس باسم «أب طب الأسنان الوقائي» أصبح باس بعد ذلك مسؤولًا جامعيًا، وعمل عميدًا لكلية الطب بجامعة تولان، في الفترة من 1922 إلى 1940.

## المساهمات في الطب الاستوائي
في عام 1911، اكتشف باس طريقة في المختبر لزراعة الكائن المتناظر المسؤول عن الملاريا، والذي يُعد إنجازًا في إيجاد علاج للمرض. وقد طبق هذه الطريقة خلال سلسلة من التحقيقات التي أجريت في عام 1912 بشأن سبب الملاريا أثناء مشروع قناة بنما، وهو جزء من جهود العقيد ويليام س. غورغاس لتوفير ظروف آمنة وصحية في المشروع.
وفي نفس الوقت تقريبًا، نجح باس في عزل البويضات من الأونسيناريا، أو الشصية، عن طريق عزلها في شكل نقي من إفراز الأمعاء. بالإضافة إلى ذلك ساهم في فهم أمراض نقص فيتامين ب كالبري بري والبيلاجرا، كونه أول من يدرك هذا المرض في لويزيانا. كما ساهم باس في طرق تشخيص التيفوس، واكتشف سبب ووسائل انتقال مرض التهاب الأمعاء التقرحي. تمّ الكثير من عمل باس المبكر في الطب الاستوائي بالتعاون مع زميل جامعة تولان الباحث فوستر جونز.

## المساهمات في طب الأسنان وصحة الفم
ابتداءًا من عام 1914، بدأ باس تحقيقاته على فهم المتحولة اللثوية (أميبا الشدق) في النباتات الميكروبيولوجية للفم، ى الذي كان بمثابة بداية اهتمامه بطب الفم والأسنان. ومع ذلك، لم يُنجز في هذا المحال الكثير إلا عند تقاعده عام 1940 من المناصب الإدارية الجامعية عندما بدأ بحثًا مكثفًا حول صحة الأسنان، وهي الفترة التي استفاد فيها بشكل واسع من خبرته في علم الطفيليات وعلم الأحياء المجهرية. ركز باس على الوقاية من الأمراض الرئيسية للفم، وخاصة التسوس وانتقاض دواعم السن. أجرى باس تحقيقًا واسع النطاق وتجربة لتحديد أفضل الوسائل لاستخدام فرشاة الأسنان وخيط الأسنان للوقاية الفعالة من الأمراض الهامة للفم. دوّج باس على نطاق واسع لوسائل تحسين نظافة الفم، وتجنب عمدًا ربحه الشخصي في مصلحة الصحة العامة.
نُشر كتاب يصف مساهمات باس في صحة الأسنان. يُعتبر أورليانيان ليفي بارملي هو مخترع خيط الأسنان الأصلي. إلا أن باس طور مادة محسنة للخيط، وهي النايلون بدلًا من الحرير السابق.

## الحياة الأكاديمية
شغل باس منصب عميد كلية الطب بجامعة تولين من 1922 حتي 1940، وهي فترة من التوسع السريع في كلية الطب ومرافقها. وشمل ذلك بناء عيادات هتشينسون الجديدة للطب عام 1930. وشملت فترة ولايته تفاعلًا مضطربًا مع إدارة حاكم لويزيانا آنذاك هيوي ب. لونج على خدمة كلية الطب في مستشفى الخيرية (نيو أورليانز). وانتصر باس في نهاية المطاف وأقام خدمة تعليمية في هذا المستشفى الداخلي الكبير.
عمل باس رئيسًا للجمعية الطبية الجنوبية في عام 1926.

## الحياة الشخصية
وُلد باس في مزرعة بيكان الخاصة بعائلته في كارلي، ميسيسيبي، في مقاطعة ماريون، في 29 يناير 1875. تخرّج من كلية الطب جامعة تولان في عام 1899 ومارس الطب في البداية بميسيسيبي الريفية. وقد طور اهتمامًا خاصًا بالطب الاستوائي وعمل مع الدكتور تشارلز سيمون من مستشفى جونز هوبكنز في عام 1904، وأصبح باحثًا في الطب الاستوائي. التحق بكلية الطب بجامعة تولين في عام 1905، حيث تدرّج خلال الرتب الأكاديمية ليصبح عميدًا في نهاية المطاف. توفي باس في نيو أورليانز، لويزيانا، في 29 أغسطس 1975.
كان اثنين من أخواته أطباء، ماري اليزابيث باس وكورا باس. كانت ماري إليزابيث باس أيضًا مهتمة بالطب الأكاديمي، في علم الأمراض، وكانت متلقية الشرف لعملها الرائد في دعم المهن النسائية في الطب.
وخصصت الأبواب البرونزية للاحتفال تشارلز C. باس في مكتبة رودولف ماتاس في جامعة تولان في عام 1981. من بين جوائز باس كان ميدالية ذهبية من قبل المعهد الوطني للعلوم الاجتماعية لمساهماته في رفاهية الجنس البشري. [1] حصل على جائزة عام 1967 من جمعية الحفاظ على صحة الفم.

## قائمة بالمنشورات المختارة
- «موطن أميبا الشدق وانتقاض دواعم السن»، بروك. شركة نفط الجنوب. 66: 9، 1947.
- «الخصائص المُثلى لفرشاة الأسنان لنظافة الفم الشخصية». 70: 697، 1948.
- «الخصائص المثلى لخيط الأسنان لنظافة الفم الشخصية». 70: 921، 1948.
- «صحة الفم الشخصية للأطفال». طب الأطفال 72: 295، 1955.

## روابط خارجية
- Special Collections of the Tulane University Library System
- Personal Oral Hygiene
- Photograph of Charles C. Bass نسخة محفوظة 4 مارس 2016 على موقع واي باك مشين.
- Great Moments in Science: Dental Floss